# Codice ATC H04
Il codice ATC H04 "Ormoni pancreatici" è un sottogruppo del sistema di classificazione Anatomico Terapeutico e Chimico, un sistema di codici alfanumerici sviluppato dall'OMS per la classificazione dei farmaci e altri prodotti medici. Il sottogruppo H04 fa parte del gruppo anatomico H, farmaci per il sistema endocrino.
Codici per uso veterinario (codici ATCvet) possono essere creati ponendo la lettera Q di fronte al codice ATC umano: QH04...
Numeri nazionali della classificazione ATC possono includere codici aggiuntivi non presenti in questa lista, che segue la versione OMS.

## H04A Ormoni glicogenolitici

### H04AA Ormoni glicogenolitici
H04AA01 Glucagone